# Candombe

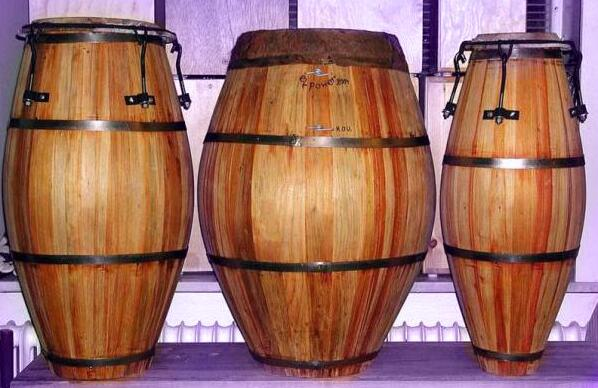
URU, Trommeln Candombe, Repique, Piano und Chico.

Ursprünglich ist der Candombe eine folkloristische Tanzbewegungsform der Afro-Lateinamerikaner in Montevideo und Buenos Aires. 
Der Candombe in Uruguay wurde im September 2009 auf die Repräsentative Liste des immateriellen Kulturerbes der Menschheit der UNESCO aufgenommen und zählt somit zum Immateriellen Kulturerbe der Menschheit.
In Montevideo erklingen auch heute noch an jedem Wochenende die Trommeln des Candombe. Dann treffen sich die Trommler und Tänzer zur wöchentlichen Probe und spielen Candombe auf der Straße. Viele Gruppen trifft man in den dafür typischen Stadtvierteln Barrio Sur und Palermo. Am ersten Wochenende im Februar finden die traditionellen „llamadas“, im Rahmen des Karnevals, statt. An zwei Tagen gibt es farbenprächtige Umzüge auf der bekannten Straße „Isla de Flores“ im Stadtviertel Palermo.
Der Takt wird von drei Trommeln vorgegeben: piano, chico und repique. Beim Candombe stellen die Tänzer verschiedene traditionelle Figuren dar, beispielsweise den Medizinmann (gramillero), die alte Mutter (mama vieja) und den Besenschwinger (escobero).
Im Tango Argentino ist der Candombe gewissermaßen der Vorfahr der heutigen Tänze (Milonga, Tango und Vals), der besonders von den Afro-Lateinamerikanern in den Vororten, den „Arrabales“ getanzt wurde. Wie die Milonga ist der Candombe im 2/4-Takt notiert, unterscheidet sich von ihr aber dadurch, dass Trommeln als Rhythmusinstrumente verwendet werden. Aufgrund des verwendeten Taktes wird der Candombe häufig auch als „Milonga Candombe“ bezeichnet.